# Torricella Peligna
Torricella Peligna ist eine italienische Gemeinde (comune) mit 1121 Einwohnern (Stand 31. Dezember 2023) in der Provinz Chieti in den Abruzzen. Die Gemeinde liegt etwa 36,5 Kilometer südsüdöstlich von Chieti und gehört zur Comunità Montana Aventino-Medio Sangro.